# Iarove, Șarhorod
Iarove (în ucraineană Ярове) este un sat în comuna Iuliampil din raionul Șarhorod, regiunea Vinnița, Ucraina.

## Demografie
Componența lingvistică a localității Iarove
     Ucraineană (99,79%)
     Alte limbi (0,21%)
Conform recensământului din 2001, majoritatea populației localității Iarove era vorbitoare de ucraineană (99,79%), existând în minoritate și vorbitori de alte limbi.